# 航程 (航空)
航程指的是飞行器从起飞到降落之间的飞行距离，軍用機在携带战斗载荷的情况下能飞的最远距离，則稱為战斗航程。

## 轉場距離
轉場距離是指飛行器在基本人員、內建油箱與外掛附油箱加滿，沒有運載多餘的貨物與武器下最遠航程，一般用在於飛機調度用。由於轉場距離除了燃料外負重最低，油量也最高，因此多半作為一款飛行器的最大航程。如B-36和平締造者轟炸機的轉場距離有16000公里。但是在带72000磅炸弹的情况下战斗航程只有2495英里（約4015公里）。

## 相关
- 作战半径